# والتر إن زد 120
والتر إن زد 120 محرك طائرة شعاعي مكون من 9 أسطوانات ويُبرد بالهواء. صُنع في تشيكوسلوفاكيا بواسطة شركة محركات والتر للطائرات في عشرينيات القرن العشرين.

استخدم المحرك الأسطوانات التي كانت شائعة الاستخدام في محركات الفئة إن زد (نوفاك-زيثيمار)، لتصل قدرة المحرك الناتجة إلى 135 حصان (99 كيلو وات).

## التطبيقات

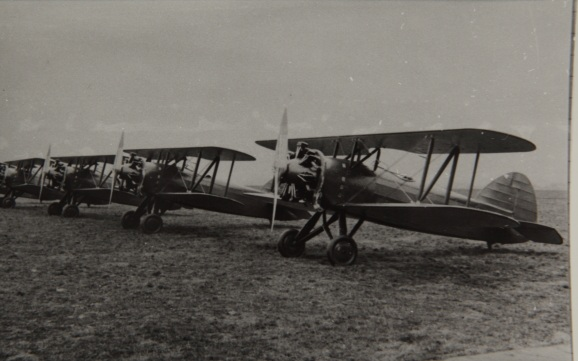
أفيا بي 122.

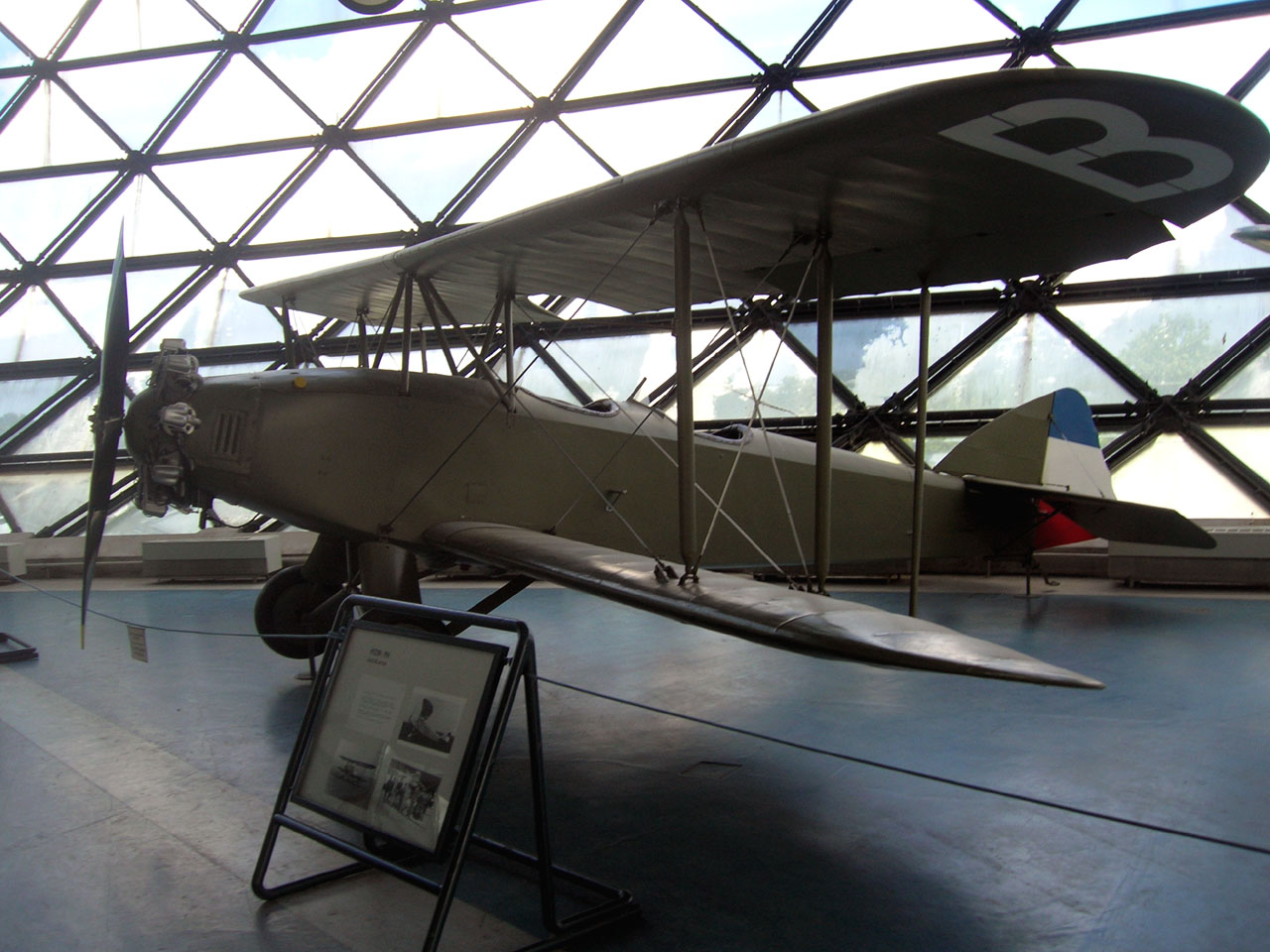
زماج فيزير إف إن.

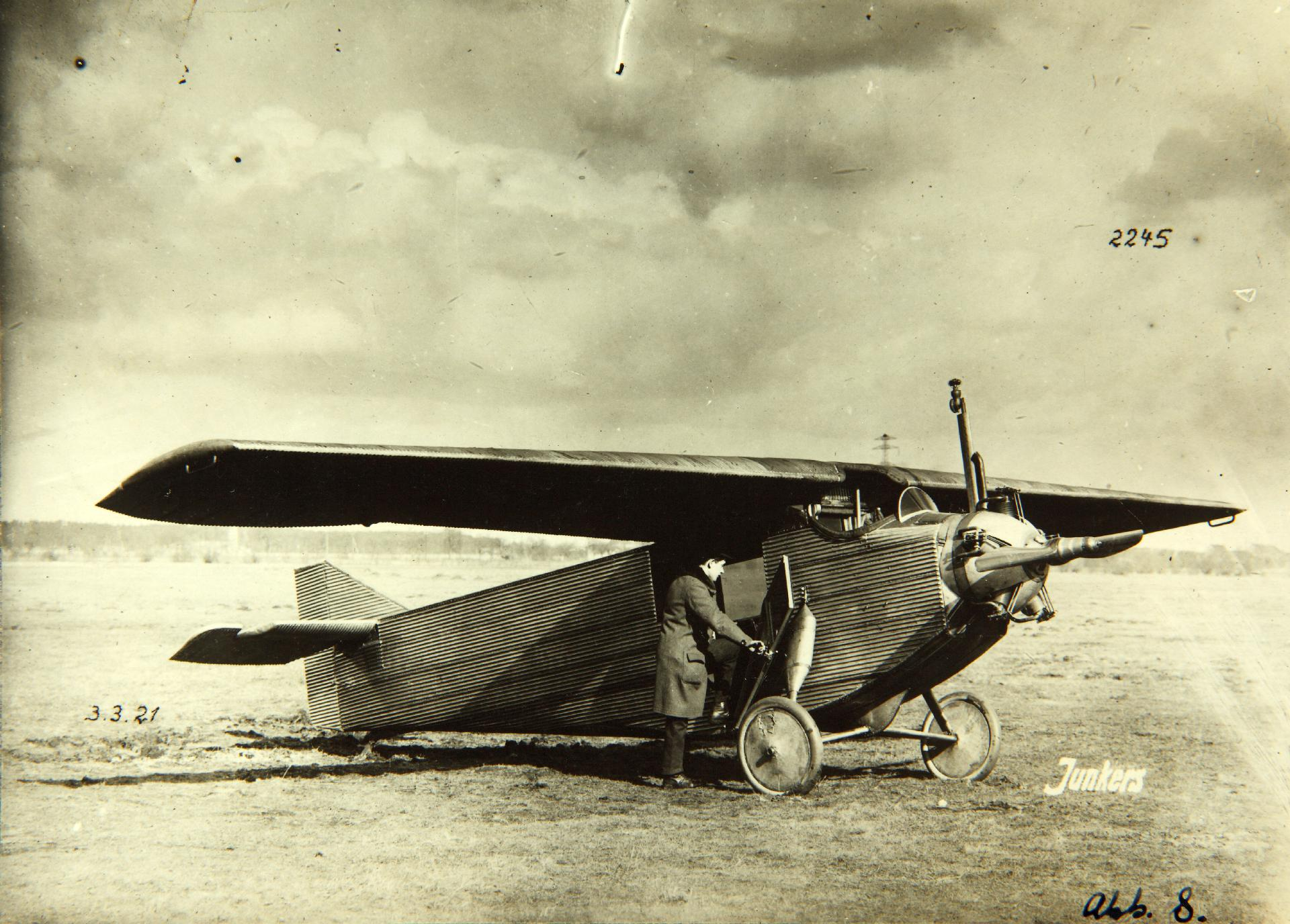
يونكرز كيه 16.

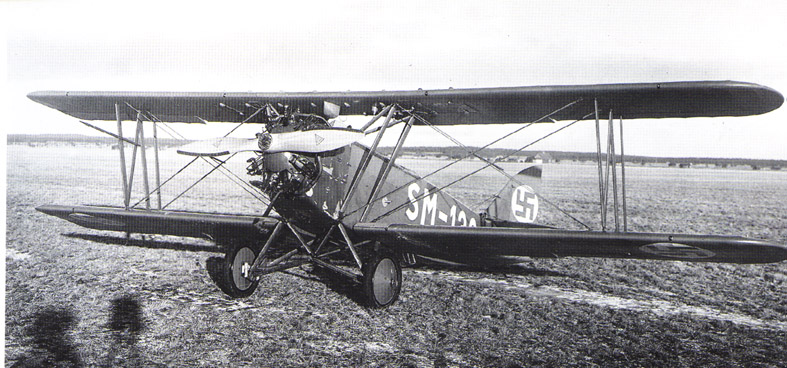
ليتوف اس 218.

استُخدم المحرك في الطائرات التالية:
- أفيا بي 122
- بريدا با 25
- أزماج فيزير إف إن
- يونكرز كيه 16
- ليتوف اس 218
- براجا بي إتش 39 إن زد
- أر دبليو دي 8

## المواصفات

### مواصفات عامة
- النوع: محرك طائرة شعاعي مكون من 9 أسطوانات ويُبرد بالهواء.
- قطر الأسطوانة: 105مم.
- الشوط: 120مم.
- السعة: 9.36 لتر.
- الوزن الصافي: 148كجم.

### المكونات
- سلسة صمامات: صمام علوي. 2 صمام قفازي أسطوانة.
- نظام التبريد: تبريد بالهواء.
- وحدة تخفيض سرعة المروحة الدافعة: متصلة مباشرة بعمود الدوران.

### الأداء
- القدرة الناتجة: 195 حصان (99.3 كيلو وات) عند 1750 دورة/دقيقة عند الإقلاع.
- نسبة الانضغاط: 1:4.48

## مزيد من القراءة
- Gunston, Bill. World Encyclopaedia of Aero Engines. Cambridge, England. Patrick Stephens Limited, 1989. ISBN 1-85260-163-9